# Миганаджян, Аваким Эммануилович
Аваким Эммануилович Миганаджян (1883, Бахмут — 31 мая 1938, Саратов) — российский художник-ориенталист.

## Биография
Родился в городе Бахмуте Екатеринославской губернии, в детстве вместе с семьёй переехал в Нахичевань-на-Дону. Учился в Московском училище живописи, ваяния и зодчества. После окончания училища увлекался испанской темой, также писал пейзажи в импрессионистической манере. До 1914 года держал в Москве собственную школу-студию. С 1913 года в работах Миганаджяна появилось тяготение к экзотическим «восточным» сюжетам, для работ художника стали характерны интенсивный колорит и цветовые контрасты, а также влияние персидской миниатюры. После Октябрьской революции Миганаджян продолжил заниматься живописью, преподавал студентам ВХУТЕМАС. С 1923 года входил в общество художников «Жар-цвет», находившееся под влияниям идей «Мира искусства», состоял также в «Московском салоне». C 1917 года работал как театральный художник, оформлял спектакли в Камерном театре Таирова и Армянской драматической студии в Москве.
О творчестве Миганаджяна высоко отзывался критик Н. Лаврский, в 1916 году издавший брошюру о художнике. «Созидателем живописных рахат-лукумов» художника называл искусствовед А. М. Эфрос. Миганаджяну — «чудеснику красок востока» — посвящено стихотворения «Перс с коврами» В. Каменского.
Осенью 1927 года Миганаджян был арестован, 9 января следующего года его приговорили к 10 годам заключения по пункту 6 статьи 58 УК РСФСР. Художник отбывал наказание в Соловецком лагере особого назначения, несколько раз вывозился на материк. В 1929—1931 годах выполнял декорации для Соловецкого театра. Перед освобождением содержался в Повенце, где работал в музее Беломорско-Балтийского канала. О встрече с художником вспоминал филолог Д. С. Лихачёв:
Сперва я попал в камеру – бывшую монашескую кладовку. Камера была очень холодной, квадратной, на четверых. В ней жил армянский художник Миганаджан, ученик Репина. Камера славилась тем, что лампочка в ней была обрамлена расписанным акварелью уютным абажуром. Миганаджан был мастером портрета. Помню, что ему принадлежал портрет старого генерала Эрдели и  генерала Генерального штаба Баева. Красная склерозированная кожа лица, светло-желтый фон. Был Миганаджан невысокого роста и очень милый.
Миганаджян был досрочно освобождён в сентябре 1936 года. После освобождения выехал в Саратов, где работал декоратором Театра оперы и балета. Умер 31 мая 1938 года.

## Работы

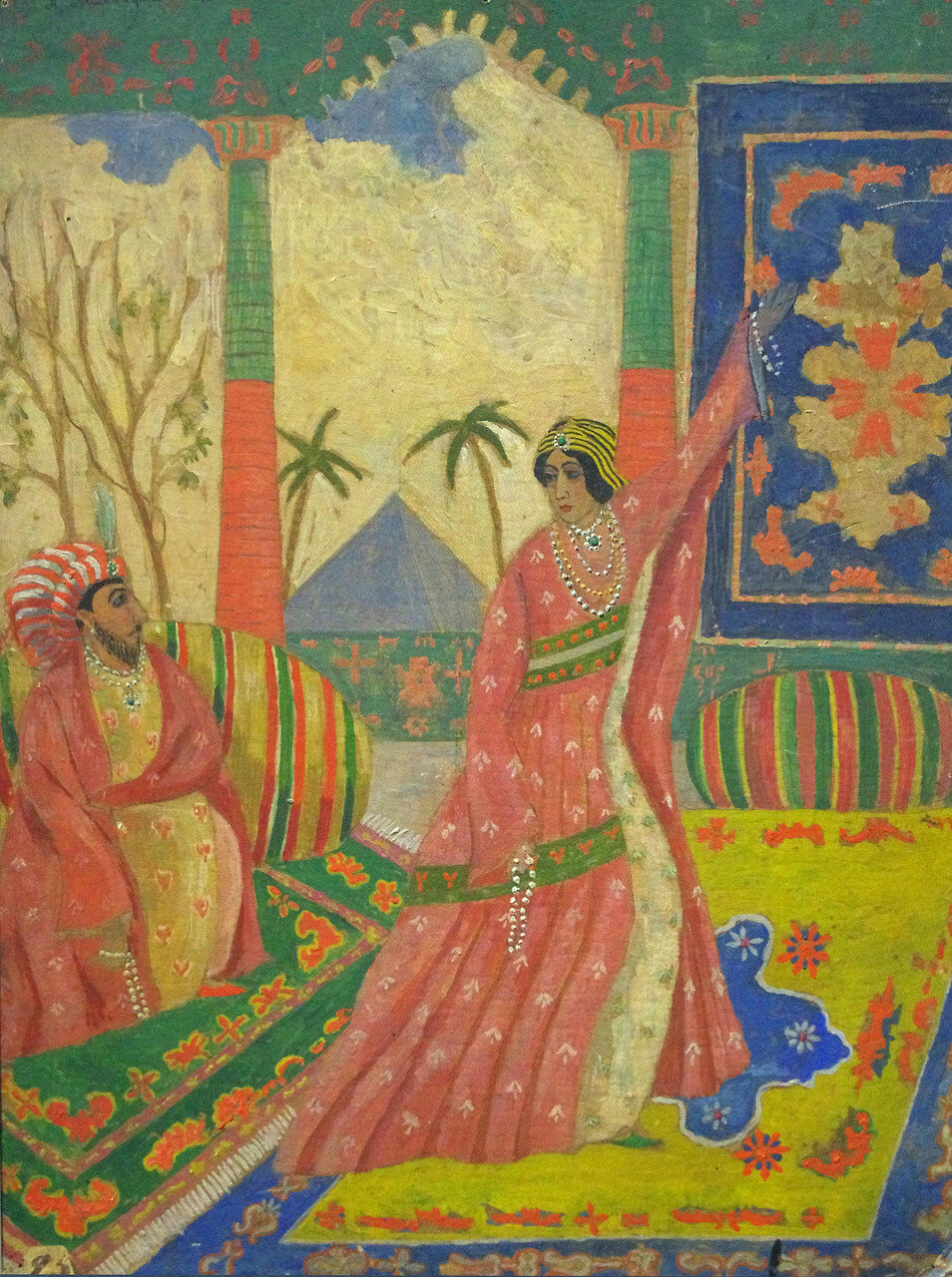
Ноемзарь (1915)
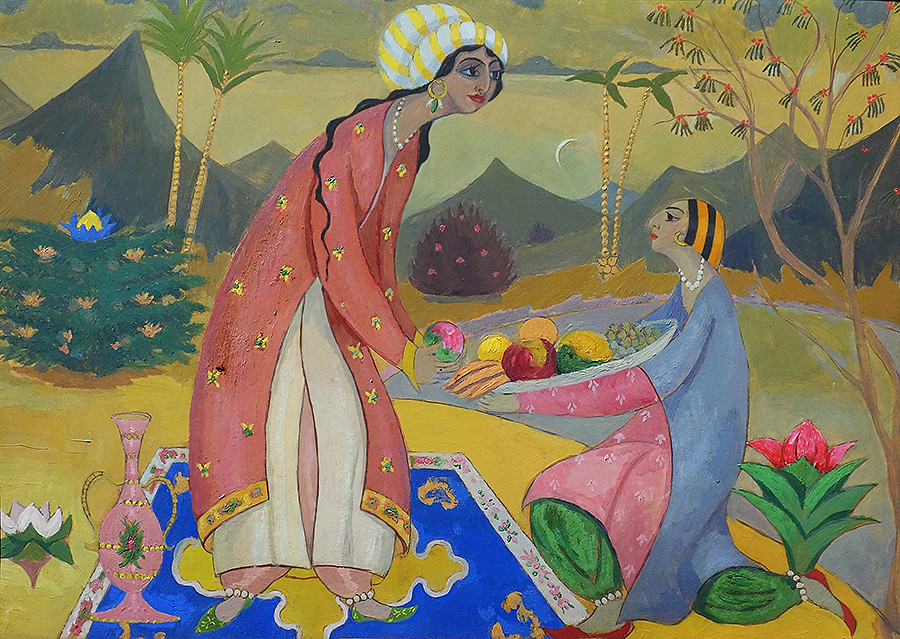
Восточный мотив (1918)
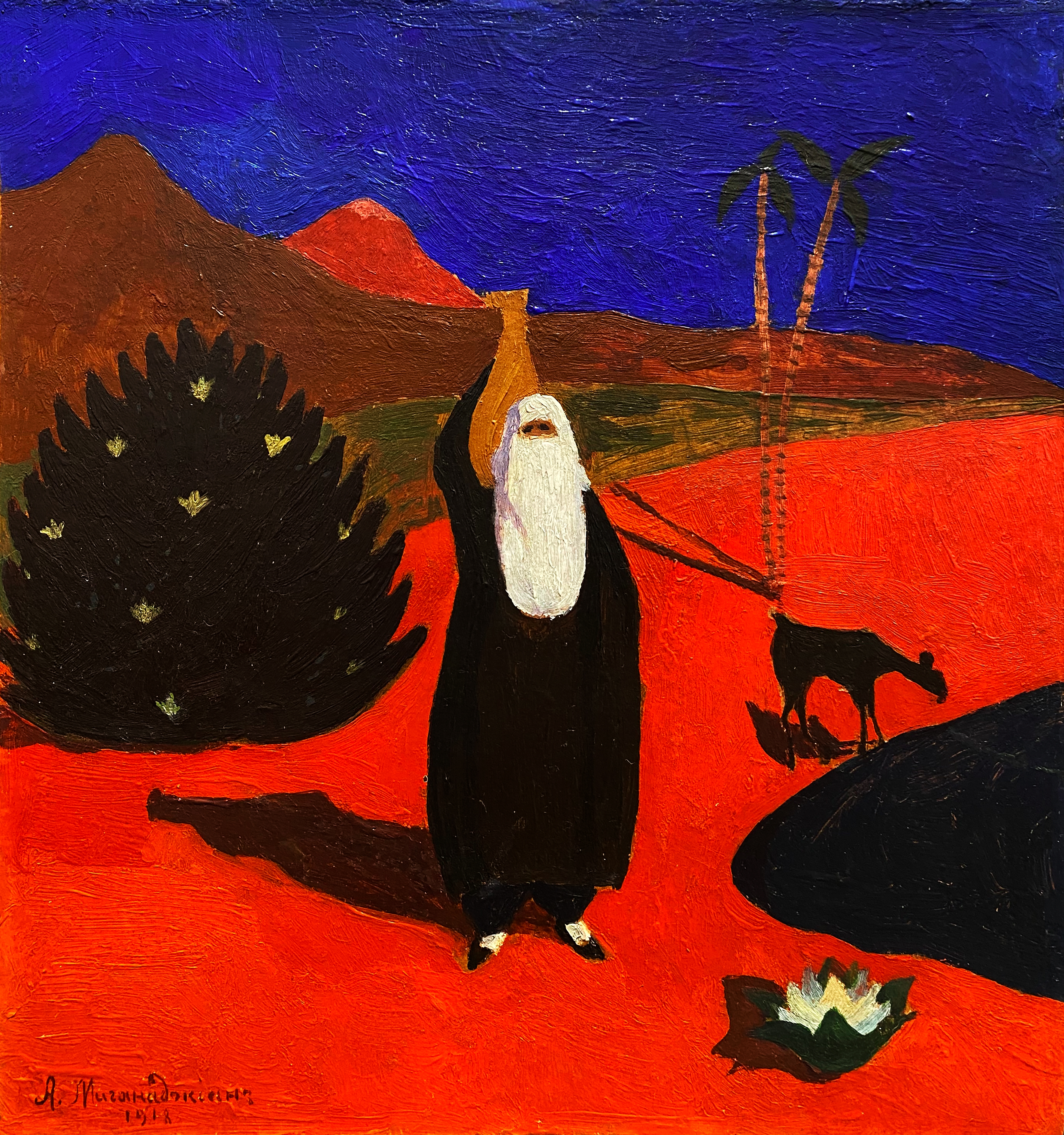
У водоёма (1918)
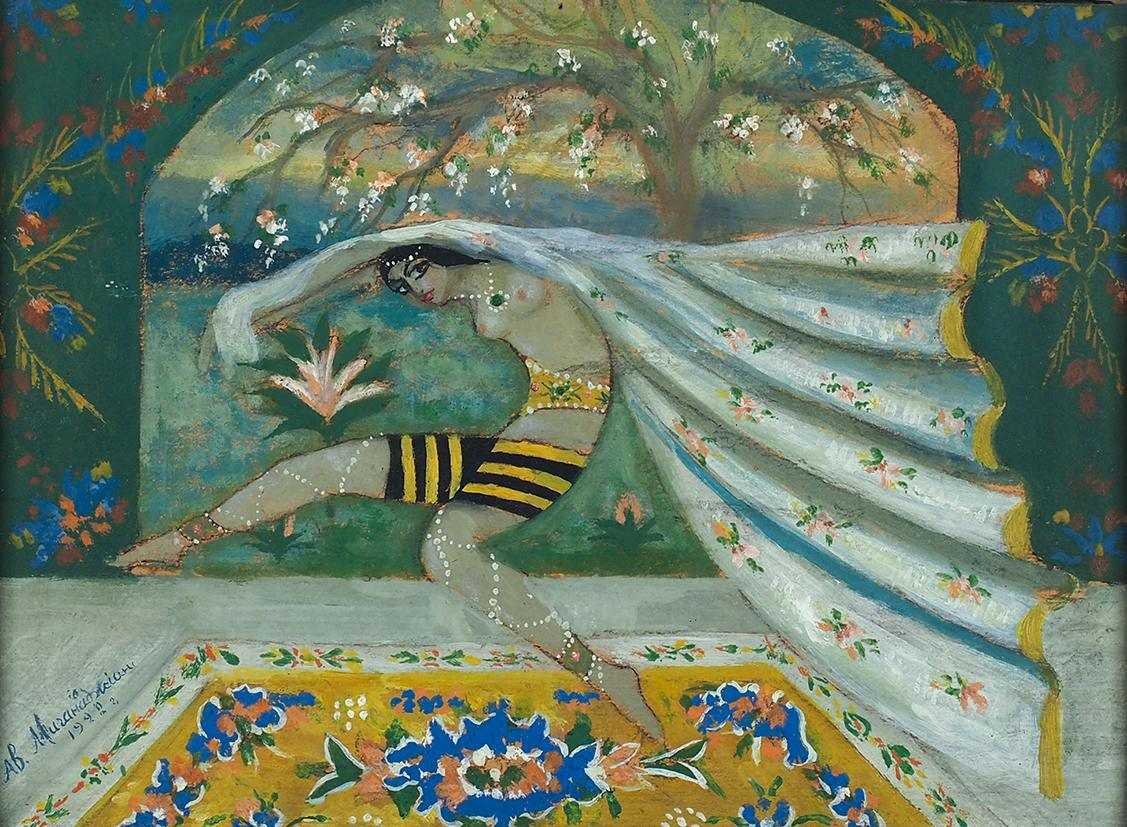
Танец (1922)